# Blood Death Ivory
Blood Death Ivory – drugi studyjny album grupy Angelspit opublikowany 30 czerwca 2008.

## Dyskografia
1. Grind – 3:45
2. Paint Hell Red – 4:08
3. Devilicious – 3:59
4. Skinny Little Bitch – 4:03
5. Red – 3:59
6. Kill Kitty – 3:29
7. Lust Worthy – 4:26
8. Shaved Monkey – 3:27
9. Girl Poison – 4:08
10. Homo-Machinery – 4:49
11. Jugular – 4:39